# Dictionnaire Maitron des anarchistes
Ne doit pas être confondu avec Dictionnaire international des militants anarchistes.
Les Anarchistes, dictionnaire biographique du mouvement libertaire francophone ou Dictionnaire des anarchistes est un ouvrage de référence de la collection du Dictionnaire biographique, mouvement ouvrier, mouvement social.
Coordonné par Claude Pennetier (directeur du Maitron), qui en est à l’initiative, ce dictionnaire est l'œuvre d'une équipe mixte, composée de militants libertaires volontaires et d’historiens de l'équipe du Maitron.

## Projet
Le Dictionnaire des anarchistes, entamé en 2006 et publié en 2014, constitue un nouveau volume du Dictionnaire biographique du mouvement ouvrier et du mouvement social, dont le premier volume est publié en 1964. Son fondateur, Jean Maitron est un historien du mouvement libertaire. Il fait entrer l’histoire de l’anarchisme à l’Université.
Coordonné par Claude Pennetier (directeur du Maitron), qui en est à l’initiative avec Hugues Lenoir de la Fédération anarchiste ce dictionnaire est l'œuvre d'une équipe mixte, composée de militants libertaires volontaires et d’historiens, correspondants du Maitron, qui ont assuré la collecte, le choix et la relecture des biographies : Marianne Enckell du Centre international de recherches sur l'anarchisme (Lausanne), Rolf Dupuy du Centre international de recherches sur l'anarchisme (Marseille), Anthony Lorry du CEDIAS - Musée social, Anne Steiner de l'université Paris Ouest Nanterre La Défense, Guillaume Davranche d'Alternative libertaire et Françoise Fontanelli de l'université de Provence Aix-Marseille I.
Précédé d’une introduction chronologique commentée des origines à nos jours, le dictionnaire dépasse les frontières françaises en intégrant toute l'aire francophone et donc des biographies de militants suisses, belges, québécois, de ceux partis pour les États-Unis ou de militants dont l’impact ou le rôle en France furent très importants comme Bakounine ou Max Nettlau.
Publication du Centre d'histoire sociale du XXe siècle aux Éditions de l'Atelier, le dictionnaire papier de 528 pages, rassemble cinq cents biographies, dont soixante sont illustrées, avec le souci de respecter la diversité du mouvement libertaire, de 1840 aux années 2000. S'y ajoutent plus de 3 200 biographies consultables en ligne et en accès libre à partir de 2017.
Fort de son succès depuis sa parution en 2014, le dictionnaire est réédité en 2015 au format de poche.

## Argument
Selon Claude Pennetier, directeur du Maitron : « L’intention était de renouveler l’historiographie et de relancer les études sur le mouvement libertaire. S’il existe des travaux sur la pensée anarchiste, sur la presse ou sur la chanson, les publications sur l’histoire sociale de l’anarchie sont plus rares. Dans ce livre, nous nous appuyons sur les parcours, sur une richesse de la connaissance biographique, pour une esquisse de sociobiographie. Nos sources proviennent pour beaucoup de la police qui, à la fin du XIXe siècle, démultiplie les enquêtes avec des fichages très systématiques et suit les déplacements pour repérer les orateurs, les artistes ambulants, les ouvriers, ce qui fournit une matière tout à fait étonnante. C’est le développement de l’État moderne, qui procède à un fichage de ses populations jugées dangereuses. »

## Sources
- Guillaume Davranche, Bientôt un dictionnaire Maitron des anarchistes, Cahiers d'histoire. Revue d'histoire critique, no 112-113, 2010, p. 211-213, texte intégral.
- Jeanne Menjoulet, Les Anarchistes Dictionnaire biographique du mouvement libertaire francophone, Nouveautés, Centre d'histoire sociale, 16 avril 2014, texte intégral.
- Les Anarchistes. Dictionnaire biographique du mouvement libertaire francophone, socialhistoryportal.org, texte intégral.
- Luc Bentz, Le Maitron des anarchistes : un projet participatif, Centre Henri Aigueperse, UNSA Éducation, 10 janvier 2014, texte intégral.
- Hugues Lenoir, Claude Pennetier, Le « Maitron des anarchistes », La Révolution prolétarienne, no 784, mars 2014, p. 32, sommaire.
- Hugues Lenoir, Les anarchistes ont leur dico !, Le Monde libertaire, no 1741, 15 mai 2014, p. 20.
- Nicolas Devers-Dreyfus, Les anarchistes de A à Z, L'Humanité, 27 mai 2014, p. 21, lire en ligne.
- Amélie Meffre, Les anars ont leur Maitron, La Nouvelle Vie ouvrière, 30 mai 2014, p. 48-49.
- Rémi Kauffer, Graines d'anars - 40 contributeurs pour 500 biographies de militant(e)s anarchistes, Historia, 26 juin 2014, texte intégral.
- Dominique Simonnot, Anar de vivre. Les anarchistes Dictionnaire biographique du mouvement libertaire francophone, Le Canard enchaîné, 23 juillet 2014, p. 6.
- Stéphane Rio, L'anarchisme au pluriel. Un nouveau dictionnaire biographique, Us magazine, SNES, n°742, 20 juin 2014, p. 37.
- Lydia Ben Ytzhak, Les anarchistes ont leur Who's Who, CNRS le journal, 10 septembre 2014, texte intégral.
- Christophe Chiclet, Dictionnaire des anarchistes, Confluences Méditerranée, n°29, printemps 2014.
- Daniel Dériot, Le Maîtron, véritable bible du mouvement syndical et social à Chalon, Vivre à Chalon, 24 novembre 2014, texte intégral.
- Léo Purguette, « Une histoire des anarchistes », La Marseillaise, 12 janvier 2015, lire en ligne.
- Noël Godin, Le Dictionnaire des diables noirs, Siné Mensuel, mars 2015.
- Julie Clarini, Claude Pennetier : « Dans la tradition anarchiste, une attention portée à l’individu », Le Monde, 3 juin 2015, lire en ligne.
- Didier Roy, Les Anarchistes. Dictionnaire biographique du mouvement libertaire francophone, Le Monde diplomatique, septembre 2015, p. 25, lire en ligne.
- Rémi Kauffer, « 40 contributeurs pour 500 biographies de militant(e)s anarchistes », Historia,‎ 26 juin 2014 (lire en ligne).